# Catherine Powell
Catherine Clare Powell est une femme d'affaires britannique. Elle a été présidente de Walt Disney Parks and Resorts Western Region. Elle a rejoint la Walt Disney Company en 2004, occupant des postes à responsabilités en Europe, au Moyen-Orient, en Afrique ainsi qu’en Océanie, puis a occupé le poste de présidente de Disneyland Paris de 2016 à 2018. Avant d'arriver à Paris, Catherine Powell était la directrice générale de la Walt Disney Company en Australie et Nouvelle-Zélande.
En 2019, elle quitte la Walt Disney Company après 15 ans d’ancienneté à la suite d'une restructuration du secteur Disney Parks, Experiences and Products (suppression du poste).
Début 2020, elle rejoint Airbnb au poste de directrice des expériences.

## Parcours

### Début de carrière
Née au Royaume-Uni, Catherine Powell part s’installer à l'âge de 8 ans avec sa famille à Hong Kong. Elle retourne en Angleterre pour ses études universitaires. Au Somerville College (Oxford), elle étudie la politique, la philosophie et l'économie.
Après plusieurs premières expériences professionnelles dans des studios de vidéo et de télévision, elle intègre en 1997 BBC Worldwide. Pendant 7 ans, elle a occupé divers postes de commerciaux pour le groupe de télévision dans plusieurs régions comme l'Europe centrale, l'Europe de l'Est ou le Moyen-Orient.

### Carrière chez Disney
Catherine Powell rejoint en 2004 la Walt Disney Company en tant que directrice artistique chargée du développement du portefeuille du groupe.
Elle devient par la suite directrice exécutive chargée des ventes de Disney Media Distribution au Royaume-Uni et en Irlande, puis vice-présidente de ce même département, toujours au Royaume-Uni et en Irlande mais aussi dans les pays nordiques, au Benelux et en Israël.
Catherine prend quelques années plus tard la direction de la division distribution média de la Walt Disney Company en Europe, au Moyen-Orient et en Afrique. Elle y est alors responsable de l’élaboration et de la mise en œuvre des stratégies commerciales pour les chaînes du groupe telles que Walt Disney Studios, ABC Studios, Disney Channel, Disney XD, Disney Junior and ABC News.
En juin 2014, elle quitte l'Europe pour devenir directrice générale de la Walt Disney Company Australia en Australie et Nouvelle-Zélande. Basée à Sydney, elle est alors responsable de la mise en œuvre de la stratégie de la société, de la coordination et de la direction de toutes les divisions de l’entreprise, de la supervision des franchises internationales Disney, du développement des filiales existantes et de l’exploration de nouvelles opportunités de développement dans la région.
En avril 2016, elle est nommée à la présidence du groupe Euro Disney. Elle prend ses fonctions au début du mois de juillet 2016,, succédant à Tom Wolber. En mars 2018, elle est nommée à la Présidence de la Walt Disney Parks and Resorts Western Region, dirigeant ainsi Disneyland Paris (France), Disneyland Resort (Californie, États-Unis) ainsi que Walt Disney World Resort (Floride, États-Unis). En l'attente d'un nouveau Président directeur général direct à Disneyland Paris, elle en assure l'intérim. Natacha Rafalski lui succède en décembre 2018.
En 2019, elle quitte la Walt Disney Company après 15 d’ancienneté à la suite d'une restructuration du secteur Disney Parks, Experiences and Products (suppression du poste),.

### Carrière chez Airbnb
Au début de 2020, elle rejoint le groupe Airbnb et devient directrice des expériences.

### Autres activité
Elle est membre du Sydney Opera House Trust depuis janvier 2016 et membre du Chief Executive Women en Australie.